# الحرب الإيطالية الإثيوبية الأولى
يعود سبب الحرب الإيطالية الإثيوبية الأولى، التي نشأت بين مملكة إيطاليا والإمبراطورية الإثيوبية بين عامي 1895 و1896، إلى معاهدة وتشاله التي كانت موضع جدل آنذاك بسبب ادعاء الإيطاليين بأنها حولت الإمبراطورية الإثيوبية إلى محمية إيطالية. اندلعت حرب واسعة النطاق في عام 1895، مع تفوق أولي لقوات المملكة في إريتريا الإيطالية، إلى أن انقلبت موازين الحرب مع مهاجمة القوات الإثيوبية للمواقع العسكرية الإيطالية، ومحاصرتها لحصن ميكيلي الإيطالي، ما أجبر المملكة الإيطالية على الاستسلام.
حقّق الجيش الإثيوبي انتصارًا ساحقًا في معركة عدوة بعد أن تصدى للأعداد الهائلة للقوات الإيطالية والعساكر الإريتريين، الأمر الذي أجبرهم على التراجع إلى إريتريا. اعتبر الإثيوبيون أن الأسرى الإريتريين خونة، لذا قاموا بقتلهم والتمثيل بجثثهم. انتهت الحرب مع توقيع معاهدة أديس أبابا، وأصبحت رمزًا بارزًا للوحدة الأفريقية، نظرًا لكون الانتصار فيها أحد الانتصارات الحاسمة الأولى للقوات الأفريقية على قوة استعمارية أوروبية، ما ضمن سيادة إثيوبيا حتى اندلاع الحرب الإيطالية الإثيوبية الثانية عام 1936.

## خلفية
غزا خديوي مصر إسماعيل باشا، المعروف بلقب الخديوي إسماعيل والذي يعني «إسماعيل العظيم»، إريتريا في إطار جهوده الرامية إلى ضم إمبراطورية أفريقية إلى مصر. حاول الخديوي متابعة الغزو ليصل إلى إثيوبيا، ولكن باءت المحاولات المصرية لاحتلال ذلك الإقليم بالفشل، وانتهت بهزيمة مذلة للمصريين. بدأ المصريون بالانسحاب من السودان وإريتريا عام 1884، نتيجة تردي أحوال القوات المصرية في إريتريا وتوقف الدعم عنهم وعدم سداد مستحقاتهم لعدة سنوات نتيجة إفلاس مصر عام 1876 وقيام الثورة المهدية بقيادة محمد أحمد المهدي عام 1881.
بقيت مصر تحت النفوذ الفرنسي حتى عام 1882، عندما احتلتها بريطانيا. كان الهدف الرئيسي للسياسة الخارجية الفرنسية حتى عام 1904 هو تقليص القوة البريطانية في مصر وإعادة الهيمنة الفرنسية عليها، لذا أنشأ الفرنسيون في عام 1883 مستعمرة الصومال الفرنسي التي سمحت بإنشاء قاعدة بحرية فرنسية في جيبوتي على البحر الأحمر. أدى افتتاح قناة السويس في عام 1869 إلى تحويل القرن الأفريقي إلى منطقة إستراتيجية للغاية، إذ سمحت القناة للقوات البحرية المتمركزة في القرن أن تعترض أي شحنة تعبر البحر الأحمر شمالًا أو جنوبًا. أمل الفرنسيون في تقليل أهمية قناة السويس بالنسبة للبريطانيين من خلال بناء قواعد بحرية على البحر الأحمر قادرة على اعتراض الشحنات البريطانية فيه، وبالتالي دفعهم للخروج من مصر. كتب مؤرخ فرنسي في عام 1900: «تكمن أهمية جيبوتي الوحيدة في موقعها الجغرافي الفريد الذي يجعلها ميناءً للشحن ومركزًا لتخزين البضائع للمناطق المكتظة بالسكان أكثر من جيبوتي ... كالمقاطعات الغنية في مركز إثيوبيا». أشار المؤرخ البريطاني هارولد ماركوس إلى أنه بالنسبة للفرنسيين: «تمثل إثيوبيا مدخل وادي النيل؛ فإذا تمكنت من السيطرة على إثيوبيا، فإنها ستقترب من تحقيق حلمها في تكوين إمبراطورية إفريقية تمتد من الغرب إلى الشرق». دعمت بريطانيا باستمرار الطموحات الإيطالية في القرن الأفريقي للوقوف بوجه الآمال الفرنسية وإبعادهم عن المنطقة.
وقعت كل من بريطانيا ومصر وإثيوبيا معاهدة هيويت في 3 يونيو 1884، مما سمح للإثيوبيين بموجبها احتلال أجزاء من إريتريا وسمحت للبضائع الإثيوبية بالمرور والخروج من مصوع دون دفع رسوم جمركية. لم ترغب بريطانيا بأن يحل الفرنسيون محل المصريين في إريتريا لأن ذلك سيسمح للفرنسيين بالحصول على المزيد من القواعد البحرية على البحر الأحمر، الأمر الذي من شأنه يتعارض مع المصالح البريطانية لاستخدام قناة السويس لشحن البضائع. لذلك، بحث البريطانيون عن قوة أخرى تحل محل المصريين، لأنهم لم يرغبوا بتحمل العبء المالي لحكم إريتريا. أوحت معاهدة هيويت بأن إريتريا ستقع تحت النفوذ الإثيوبي بمجرد انسحاب المصريين، لذا قررت لندن دعم انتقال الإيطاليين إلى إريتريا بتشجيع من الإمبراطور الإثيوبي يوحنس الرابع ليحلوا محل المصريين. كتب أوغسطس ويلدي في كتابه التاريخ الإثيوبي: «استعانت إنجلترا بالملك جون [الإمبراطور يوحنس] طالما كان يخدم مصالحهم، ثم ألقت به تحت رحمة إيطاليا الرقيقة... كانت هذه المعاهدة الثنائية أسوأ قرار اتخذناه في أفريقيا... من بين العديد من القرارات الخاطئة التي اتخذناها ... كانت إحدى أشنع حركات الغدر التي قمنا بها». وضع الفرنسيون تونس تحت حمايتهم عام 1881 بشكل غير متوقع، ما أثار غضب الرأي العام في إيطاليا بشأن ما يسمى بـ «شيافو دي تونسي» («صفعة تونس»). كانت السياسة الخارجية الإيطالية مناهضة بشدة لفرنسا، واعتقد البريطانيون أن تحرك الإيطاليين المناهضين لفرنسا نحو إرتيريا هي أفضل طريقة لضمان بقاء الموانئ الإريترية على البحر الأحمر بعيدةً عن متناول الفرنسيين. انضمت إيطاليا إلى التحالف الثلاثي، مع النمسا وألمانيا، للوقوف بوجه فرنسا في عام 1882.
رست القوات الإيطالية في مصوع لتحل محل المصريين في 5 فبراير 1885، في الوقت الذي أعربت فيه الحكومة الإيطالية عن سعادتها بالشروع في سياسة إمبريالية لصرف انتباه شعبها عن إخفاقاتها في إيطاليا الموحدة. كان من المفترض أن يمثل توحيد إيطاليا في عام 1861 بداية حقبة جديدة مجيدة في الحياة الإيطالية، ولكن أصيب العديد من الإيطاليين بخيبة أمل شديدة عند اكتشافهم أنه الأمور بقيت على حالها في مملكة إيطاليا الموحدة، حيث استمرت الغالبية العظمى من الإيطاليين بالعيش في فقر مدقع. سادت أجواء شوفينية بين الطبقات العليا في إيطاليا كنوع من التعويض على هذا الإخفاق، وكتبت صحيفة إيل دريتو في أحد مقالاتها: «يجب أن تكون إيطاليا على أهبة الاستعداد، إذ سيقرر عام 1885 مصيرها كقوة عظمى. ومن الضروري أن تشعر بمسؤولية العصر الجديد؛ لنصبح مرة أخرى رجالًا أقوياء لا يخشون شيئًا، ولنضع حبنا المقدس لوطننا الأم وإيطاليا بأكملها في قلوبنا». من جهة أخرى، زعم الإمبراطور الإثيوبي يوحنس لرعاياه أن الحروب التي شنها ضد المصريين الغزاة في سبعينيات القرن التاسع عشر وحربه ضد الدولة المهدية السودانية في ثمانينيات القرن التاسع عشر، ليست إلا حروب مقدسة دفاعًا عن المسيحية الأرثوذكسية ضد الإسلام، ما عزز الاعتقاد الإثيوبي بأن بلادهم كانت أرضًا فاضلةً ومقدسةً بشكل خاص. أدى الصراع مع الأنصار السودانيين إلى تعقيد علاقات يوحنس مع الإيطاليين، الذين كان يطلب منهم حينًا تزويده بالبنادق لمحاربة الأنصار، ويقاومهم ويقترح هدنة مع الأنصار في حين آخر.